# Жирол (Јон)
Жирол (фр. Girolles) насеље је и општина у источном делу централне Француске у региону Бургоња, у департману Јон која припада префектури Авалон.
По подацима из 2011. године у општини је живело 187 становника, а густина насељености је износила 11,44 становника/km². Општина се простире на површини од 16,35 km². Налази се на средњој надморској висини од 200 метара (максималној 346 m, а минималној 145 m).

## Демографија
| 1962. | 1968. | 1975. | 1982. | 1990. | 1999. | 2011. |
| ----- | ----- | ----- | ----- | ----- | ----- | ----- |
| 143   | 143   | 156   | 150   | 160   | 163   | 187   |

График промене броја становника у току последњих година